# Złoty Stok
Złoty Stok là một thị trấn thuộc huyện Ząbkowicki, tỉnh Dolnośląskie ở miền tây nam Ba Lan. Thị trấn có diện tích 8 km². Đến ngày 1 tháng 1 năm 2011, dân số của thị trấn là 2879 người và mật độ 372 người/km².